# Каспій
Ка́спій (каз. Каспий) — село у складі Курмангазинського району Атирауської області Казахстану. Входить до складу Орлинського сільського округу.
У радянські часи село називалось МТФ совхоза імені Калініна.
Населення — 172 особи (2021; 275 у 2009, 311 у 1999, 457 у 1989).